# Reg Harris
Reginald Hargreaves "Reg" Harris, född 1 mars 1920 i Bury, död 22 juni 1992 i Macclesfield, var en brittisk tävlingscyklist.
Harris blev olympisk silvermedaljör i sprint vid sommarspelen 1948 i London.